# Plisthène (père d'Agamemnon et Ménélas)
Pour les articles homonymes, voir Plisthène.
Dans la mythologie grecque, Plisthène (en grec ancien Πλεισθένης / Pleisthénês), parfois francisé Pleisthénès ou Plisthénès, passe pour le père d'Agamemnon et de Ménélas d'après certains auteurs.

## Différentes versions
Suivant les versions, Plisthène peut être :
- le fils de Pélops et d'Hippodamie, frère d'Atrée et de Thyeste[1].
- le fils d'Atrée et Cléola (sa nièce)[2],[3].

Atrée est ainsi soit l'oncle, soit le grand-père d'Agamemnon et de Ménélas.

## Les diverses origines littéraires
La tradition faisant d'Agamemnon et de Ménélas les fils de Plisthène plutôt que d'Atrée est ancienne et commune à plusieurs auteurs, mais ne se rencontre jamais chez Homère : 
- Hésiode et Eschyle (d'après Jean Tzétzès)[4]
- Apollodore[5]
- Bacchylide[6]
- Dictys de Crète[7]
- Ovide[8]

## Un personnage mystérieux et ambigu
Plisthène est parfois cité comme un personnage faible ou médiocre, mort assez jeune sans gloire. Les enfants de Plisthène, encore très jeunes au moment de sa mort,  sont recueillis par leur oncle ou grand-père Atrée.
Mais d'autres traditions chargent le personnage de flétrissure physique ou morale :
- Hésiode hésite, et le dit « hermaphrodite ou boiteux et qui portait un manteau de femme »[4] ;
- Lucien de Samosate le dit atteint de goutte au pied, mal peu glorieux, rajoutant au grotesque du personnage[9] ;
- Quintilien le classe dans les « objets de mépris » à cause de son « impudicité »[10].

« Fils de Plisthène » est alors utilisé comme une épithète péjorative voire insultante,, au contraire de « fils d'Atrée » bien plus valorisant. La discrétion gênée des auteurs font de Plisthène une sorte de monstre social, contrastant avec « la lignée régulière ou l'humanité normale ». Il a été proposé qu'Homère évite volontairement de citer Plisthène dans la lignée des Pélopides pour ne pas altérer l'image d'Agamemnon et Ménélas.